# Klasztor Sant Pau de Camp w Barcelonie
Klasztor Sant Pau del Camp (pol. św. Pawła z Pola) – romański klasztor, najstarszy zabytek sakralny Barcelony położony w Raval, w dzielnicy Ciutat Vella. Nazwa obiektu pochodzi od jego położenia w momencie budowy, kiedy klasztor znajdował się na terenach wiejskich, poza murami miasta. 

## Historia
Nieznane są dokładne daty budowy pierwszego klasztoru na tym miejscu, który jednak na pewno istniał przed rokiem 911. Obecny budynek datuje się z 985, kiedy został odbudowany po ataku wojsk Almanzora. Dzisiejsza forma klasztoru została ukształtowana przez przebudowy i rozbudowy w XI i XII wieku (po kolejnej napaści). W tym okresie dobudowano do niego dzwonnicę. Cały czas właścicielami kompleksu byli benedyktyni. 
W XIV wieku, po budowie nowych murów obronnych, klasztor znalazł się w obrębie rozrastającej się Barcelony, przeprowadzona została również kolejna jego rozbudowa. W 1508 jego społeczność połączyła się z opactwem Sant Cugat. W 1672 zakonnicy opuścili będący w coraz gorszym stanie technicznym kompleks i urządzili w nim nowicjat. W 1835 obiekt przestał pełnić funkcje sakralne. Kolejno znajdowała się w nim szkoła (1842–1850) oraz koszary wojskowe (do 1890). Od 1879 klasztor ma status zabytku (Monumento Nacional). W czasie hiszpańskiej wojny domowej odniósł duże straty, od tego czasu poddawany jest sukcesywnym konserwacjom. 
W klasztorze został pochowany Guifre (Wifredo) Borrell, hrabia Barcelony. 

## Architektura

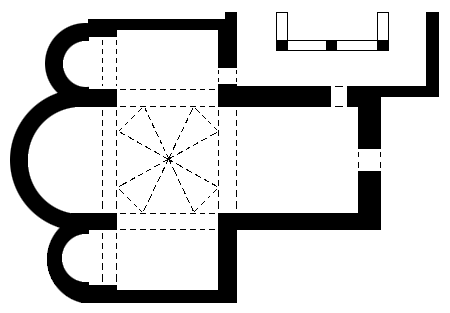
Plan klasztoru

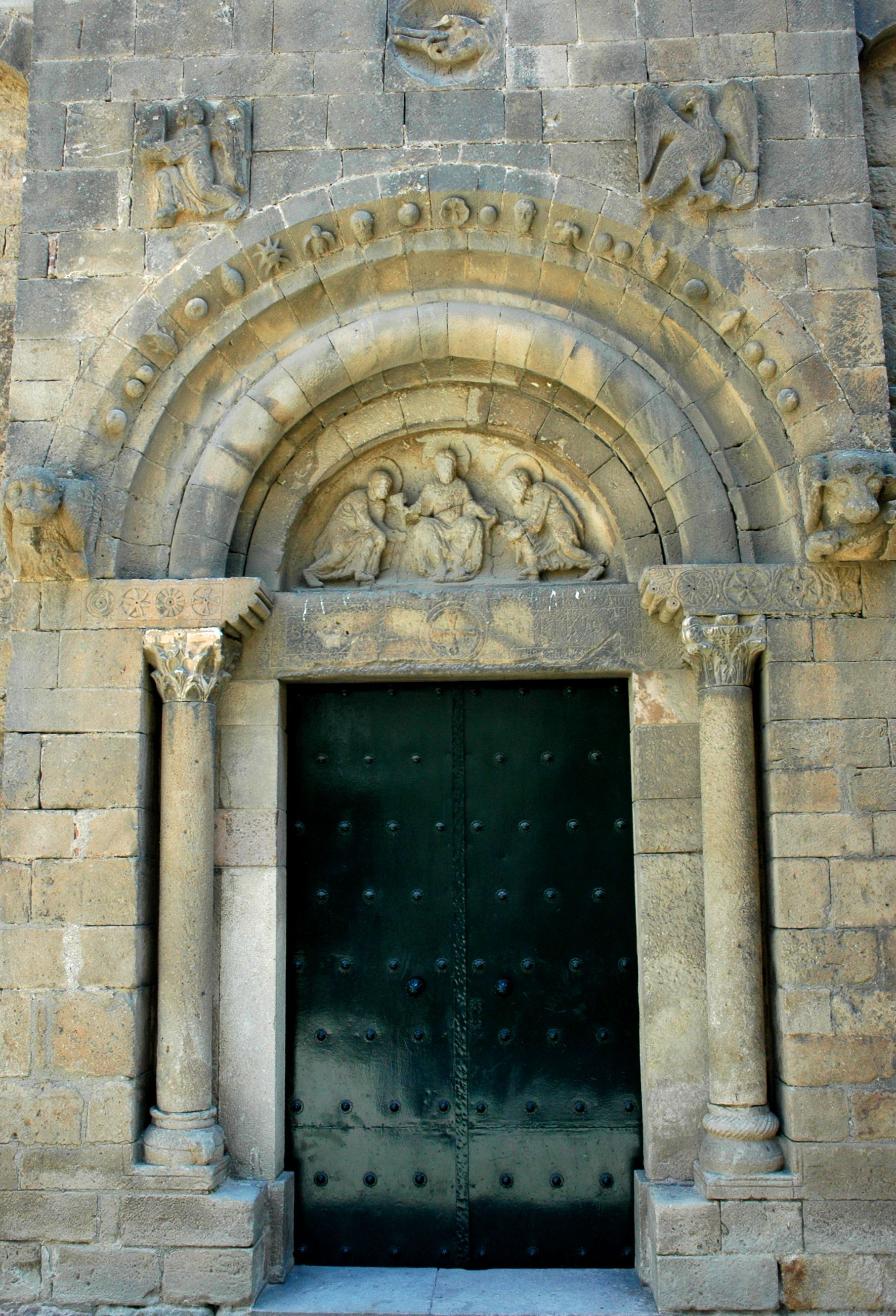
Portal

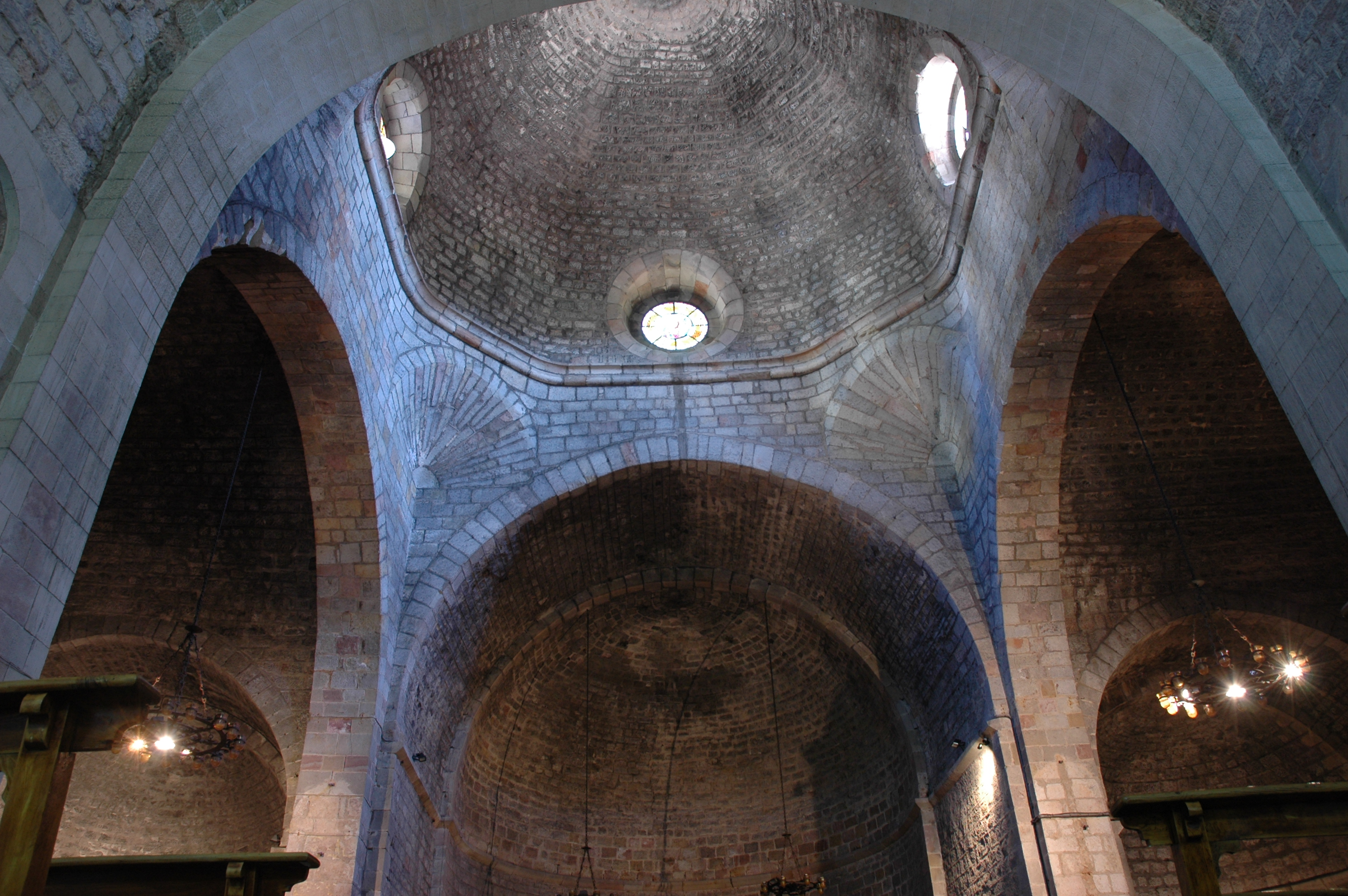
Wnętrze kościoła klasztornego

Klasztor został wzniesiony na planie krzyża greckiego, z trzema absydami. W jego zewnętrznej dekoracji wyróżnia się tympanon i portal zachodni z zespołem rzeźb Chrystusa, Świętych Piotra i Pawła oraz motywów roślinnych i zwierzęcych (w tym zwierząt symbolizujących czterech ewangelistów). Wnętrze obiektu jest prawie pozbawione dekoracji, jedynie półkoliste okna wypełniają witraże, a podłogę częściowo zdobi mozaika z motywami zwierzęcymi. Od pozostałych budynków stylowo odróżnia się czternastowieczna dzwonnica, przy budowie której zastosowano elementy stylu mauretańskiego. 